# Морена (округ)
Морена (хинди मुरैना जिला; англ. Morena) — округ в индийском штате Мадхья-Прадеш. Образован в 1947 году. Административный центр — город Морена. Площадь округа — 4989 км². По данным всеиндийской переписи 2001 года население округа составляло 1 592 714 человек. Уровень грамотности взрослого населения составлял 64,7 %, что выше среднеиндийского уровня (59,5 %). Доля городского населения составляла 21,6 %.